# Comuna Stare Selo, Pustomîtî
Stare Selo (în ucraineană Старе Село) este o comună în raionul Pustomîtî, regiunea Liov, Ucraina, formată din satele Budkiv și Stare Selo (reședința).

## Demografie
Componența lingvistică a comunei Stare Selo
     Ucraineană (99,78%)
     Alte limbi (0,19%)
Conform recensământului din 2001, majoritatea populației comunei Stare Selo era vorbitoare de ucraineană (99,78%), existând în minoritate și vorbitori de alte limbi.